# Stratená
Stratená é um município da Eslováquia, situado no distrito de Rožňava, na região de Košice. Tem 35,36 km² de área e sua população em 2018 foi estimada em 126 habitantes.

## História
Em registros históricos, a vila foi mencionada pela primeira vez em 1723, sendo uma das vilas mais jovens do Distrito de Rožňava.

## Geografia
A vila fica a uma altitude de 860 metros e cobre uma área de 35.361 km². Tem uma população de 126 pessoas.

## Demografia
| Ano:        | 1994 | 2004    | 2014   | 2024   |
| ----------- | ---- | ------- | ------ | ------ |
| Broj ljudi: | 194  | 140     | 128    | 119    |
| Razlika:    |      | -27,83% | -8,57% | -7,03% |

| Ano:               | 2023 | 2024 |
| ------------------ | ---- | ---- |
| Número de pessoas: | 119  | 119  |
| Diferença:         |      | +0%  |